# Ligue de football de la Martinique
Pour les articles homonymes, voir LFM.
La Ligue de Football de la Martinique (LFM) est une association regroupant les clubs de football de la Martinique et organisant les compétitions nationales et les matchs internationaux de la sélection de Martinique.
Il y a actuellement 63 clubs affiliés à la Ligue de football de la Martinique. Il y avait en 2004, 12 149 licenciés sur l'île.
Le Président de la Ligue de Football de la Martinique est Samuel Péreau depuis novembre 2008.
Elle est affiliée à la FFF mais dispose d'accords spéciaux avec la CONCACAF dont elle est un membre à part entière depuis 2013. La Ligue de football de la Martinique ambitionne, tout comme la Ligue guadeloupéene, de participer aux compétitions de la FIFA.
La Martinique n'étant pas membre de la FIFA, un joueur ayant déjà représenté l'île lors d’une « compétition officielle » organisée par la CONCACAF reste éligible pour représenter la France lors d’une « compétition officielle » organisée par la FIFA ou l'UEFA. 

## Compétitions masculines senior
Le plus haut niveau du football martiniquais est la Régionale 1 qui regroupe quatorze équipes. Les trois derniers de ce championnat sont relégués en Régionale 2 qui regroupe également 14 équipes. Le niveau inférieur est la Régional 3 qui est composé de 3 groupes.
Il y a ainsi 63 clubs affiliés à la Ligue de football de la Martinique et répartis dans ces 3 divisions. Huit d'entre eux sont issus de Fort de France dont le doyen, le Club Colonial fondé en 1906. La seule commune de la Martinique à ne pas avoir de club de football affilié à la ligue est celle de Fonds-Saint-Denis. 
Les clubs martiniquais ne peuvent monter en National 3, mais depuis 1961, ils participent à la coupe de France. Des tours préliminaires ont lieu en Martinique pour désigner deux équipes qui rejoignent le tableau national au septième tour.
La LFM organise annuellement la Coupe de Martinique à laquelle participent tous les clubs de l'île.
Depuis 2004, la Ligue Antilles permet aux quatre meilleures équipes de Martinique de se confronter dans une même compétition avec les quatre meilleures équipes de Guadeloupe. Depuis 2018, les équipes guyanaises participent à cette compétition tout comme au Trophée des clubs champions des Antilles-Guyane.

## Historique
La ligue régionale de Martinique est fondée en 1953.
En 1978, la LFM est un des membres fondateurs de l'Union des Caraïbes de Football.
Le 19 avril 2013, la LFM devient membre à part entière de la CONCACAF.
Le 19 avril 2013, la LFM lance une pétition pour demander à la FFF d'accepter son adhésion à la FIFA. 
À la suite de l'élection de Gianni Infantino à la tête de la FIFA en 2016, la Martinique pense pouvoir bénéficier du statut de membre associé. Cette adhésion est finalement rejetée le 25 novembre 2016 alors que la FFF et le gouvernement français ont donné un avis défavorable.

## Anciens présidents
- Charles Saint-Cyr (à partir de 1953)
- Félix Chauleau
- Joseph Ursulet
- Alain Rapon (d)  de 1996 à 2008
- Samuel Péreau (depuis novembre 2008)